# 山家公頼
山家 公頼（やんべ きんより）は、安土桃山時代から江戸時代前期にかけての武将、伊達家の家臣。

## 生涯

### 伊達家臣から宇和島藩の家老へ
天正7年（1579年）、誕生。
最初は最上氏に仕えていた。その後、伊達政宗に仕えて頭角を現し、政宗の庶長子・秀宗が宇和島藩に封じられた際に藩惣奉行（筆頭重臣・1000石）として付けられた。
初期藩政の構築のみならず、仙台藩（伊達宗家）や江戸幕府との関係調節に苦慮し、仙台の政宗に宇和島藩10万石のうち3万石を隠居料として割くことで宗家からの借財返済を繰り延べたり、幕府の大坂城石垣修復事業に参加したりした。こうした行為が秀宗や桜田元親ら他の重臣らとの対立を招いた。また公頼自身、政宗が秀宗を監視するために送った目付を兼ねており、浪費の改まらない秀宗の行状を政宗に報告し、政宗が秀宗を諌める書状を出しているほどであった。

### 和霊騒動
元和6年（1620年）、1月の大坂城石垣普請工事で共に奉行を務めた桜田元親が不正をしたと秀宗に讒訴したため、公頼は帰国して秀宗に弁明し、謹慎した。これは工事の進捗状況の報告で公頼と桜田の報告に齟齬があり、公頼が正当だったので面目を失った桜田が讒訴に及んだとされる。同年6月29日、秀宗の命を受けた桜田一派の家臣達が山家邸を襲撃、翌未明に公頼らは討ち取られた。享年42。
この襲撃事件で公頼のみならず、次男と三男も斬殺され、9歳の四男に至っては井戸に投げ込まれて殺された（なお、あまりに幼子であったため井戸には祠が祭られた）。さらに娘婿の塩谷内匠父子3人も殺され、生き残ったのは商人に匿われた公頼の母と妻だけだった（長男は仙台にいたため無事だった）。

## 人物・逸話
公頼の死後、宇和島藩内では怨霊騒動などが続いた。政敵の桜田元親は変死し、宇和島を襲った大地震や台風・飢饉などの凶事をはじめ、秀宗の長男・宗実と次男・宗時、六男・徳松の早世、秀宗の発病などは全て公頼の祟りとして恐れられた。
このため承応2年（1653年）に秀宗の命により和霊神社が創建されることとなった（和霊騒動）。ただし怨霊伝説がある一方で、公頼には殺害の首謀者であった秀宗の夢枕に立って火事を事前に伝えたなどとされる忠臣伝説もあり、宇和島では公頼は「和霊様」と呼ばれている。
公頼は財政難の宇和島藩において質素倹約を旨とし、領民に重い年貢を課そうとせずできるだけ負担を軽くしようとしたため、領民からは慕われていた。ただ、そのために軍費を厳しく削減したため、桜田元親ら武功派には恨まれた。
遺骸は公頼を慕う領民により、金剛山大隆寺の西方約60mの場所に密かに葬られた。また、公頼は蚊帳の四隅を切断されて殺されたことから、命日などは蚊帳を吊らない風習が近代まで残るなど、領民に慕われたことが窺える。